# エンケラドス

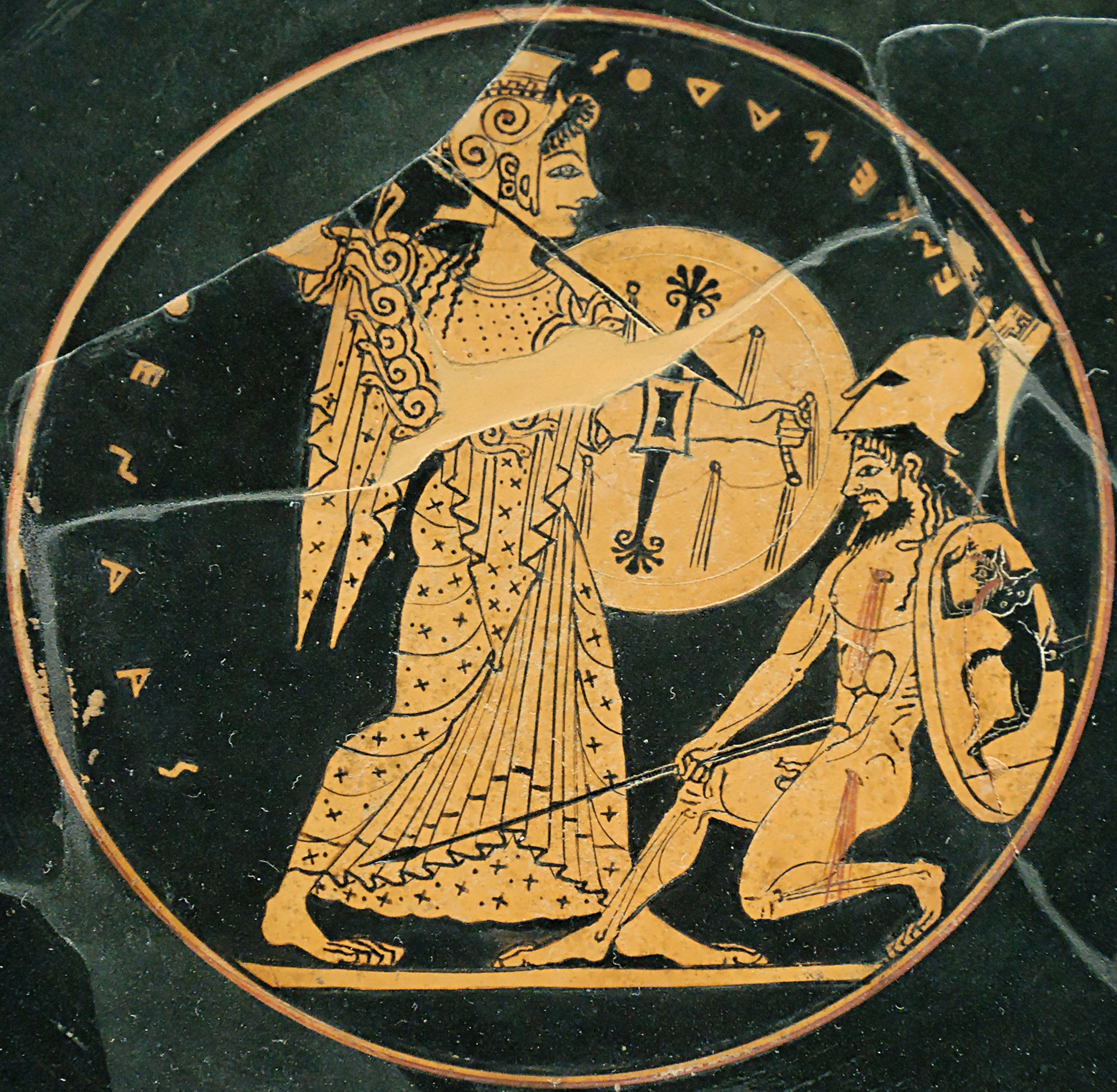
エンケラドスを討つアテーナー、ルーヴル美術館。

エンケラドス（古希: Ἐγκέλαδος, Enkelados, ラテン語: Enceladus）は、ギリシア神話に登場する巨人族、ギガースたち（ギガンテス）の1人である。その名は「大音響を鳴らす者」の意。
ギガントマキアーにおいてアテーナーと戦ったが、敵わないと思って敗走したところにシケリア島を投げつけられて倒された。
その後はエトナ火山の下から炎を吐き続けていると考えられており、その噴火は彼が傷の痛みに耐えかねて暴れるためであるという。ただし、エトナ火山に封印されているのはテューポーンだとされるのが一般的であり、また、エトナ火山の噴煙はゼウスがテューポーンを封印した際に雷霆を打ち付けた名残だともいわれる。このため、一部において、エンケラドスはテューポーンと同一視されていた。
土星の第2衛星エンケラドゥスのエポニムである。